# 勒韦勒
勒韦勒（法語：Revel，法語：[ʁəvɛl] ⓘ，一译勒韦），法国南部城市，奥克西塔尼大区上加龙省的一个市镇，隶属于图卢兹区，其市镇面积为35.31平方公里，2022年1月1日时人口数量为9,686人，在法国城市中排名第1,065位。
勒韦勒位于上加龙省最东端，与奥德省和塔恩省接壤，是一个区域性的中心城市。勒韦勒因其市中心的大堂集市和郊区的圣费雷奥尔湖而闻名，同时也是葫芦绿酒精饮料的发源地。法国政治家樊尚·奥里奥尔出生于勒韦勒。

## 地名来源
“勒韦勒”一名来源于拉丁语单词，意为“起义者”，可能与当地历史上的某次起义有关。

## 历史

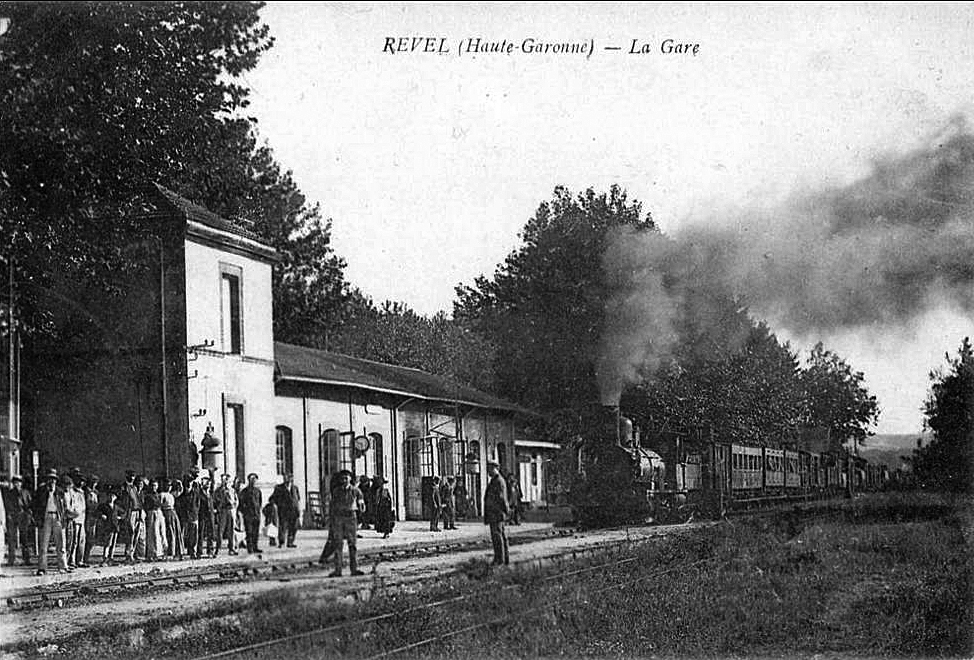
1900年勒韦勒火车站

勒韦勒附近曾出土新石器时期的人类活动遗迹，但勒韦勒作为城市则建于14世纪，彼时，勒韦勒位于托洛萨纳大道上，后者连接图卢兹和阿尔勒，是一条重要的交通干线。腓力六世 (法兰西)于1342年在此建立拉沃尔堡（La Bastide de Lavaur）。中世纪末期，勒韦勒市中心出现了一处钟楼，但其来源及建设者尚未得到考证。法国大革命后，勒韦勒成为上加龙省的一个市镇。工业革命期间，卡斯泰尔诺达里－罗德兹铁路途径此地。二战后，勒韦勒逐渐成为这一地区的一个中心城市，人口数量逐年上升。
1989年，勒韦勒附近的索雷兹境内成立了“勒韦勒圣费雷奥尔历史学会”（Société d'histoire de Revel - Saint-Ferréol）是当地一个重要的地方志研究机构，其会长让-保罗·卡尔韦（Jean-Paul Calvet）出版的《勒韦勒城堡历史》（L’Histoire de la bastide de Revel）记录了勒韦勒的详细历史资料。

## 地理

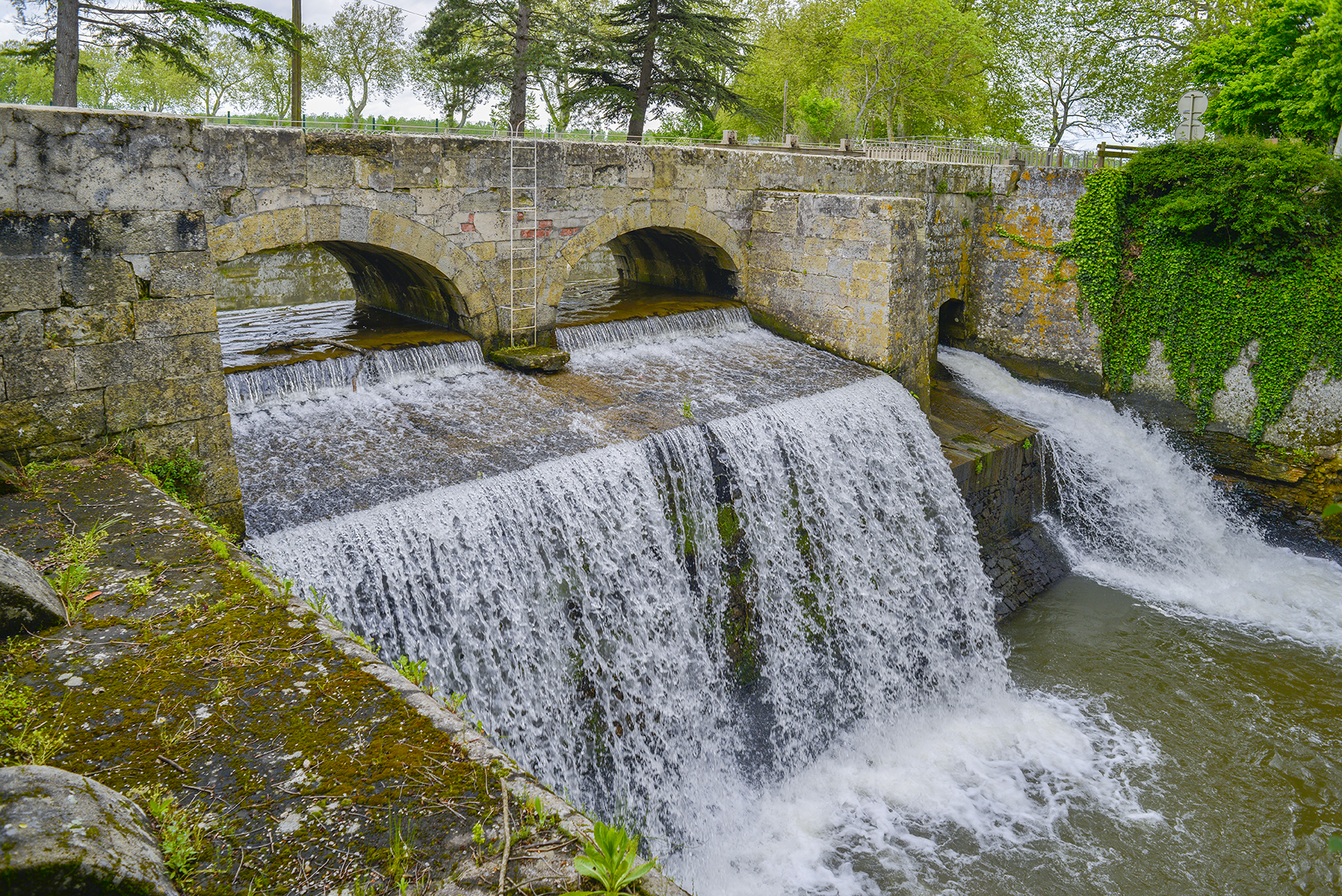
勒韦勒境内的一处引水渠

勒韦勒位于法国南部偏西，奥克西塔尼大区中部和上加龙省东部，距离省会图卢兹大约52公里。与勒韦勒接壤的市镇包括：拉波马雷德、贝勒塞尔、布朗、加尔瓦克、蒙热、帕勒维尔、索雷兹、蒙泰居洛拉盖、诺加雷、圣费利克斯洛拉盖、沃德勒耶。

### 地形
勒韦勒位于法国中央高原西南部边缘，黑色山脉的西部余脉地区，境内以平原和丘陵为主，市中心地势平原，海拔在179到381米之间。

### 水文
索尔河自东向西北流经境内，水量很小，部分河段被人工建筑物覆盖，该河是塔恩河的左岸支流，属于加龙河流域。市区东南部的圣费雷奥尔湖是一个人工水库，面积达67公顷，建于1667年，在其建成后的两个多世纪内为世界上最大的人工水库，通过一条水渠向米迪运河进行供水。

### 植被
勒韦勒属于温带落叶林区，林地大量分布于市区南部的山地上。

### 气候
勒韦勒在柯本气候分类法中属于带有少量地中海特征的温带海洋性气候。
勒韦勒境内设有气象站，以下为该气象站的数据（其中日照数据取自图卢兹）：
| 勒韦勒1981年－2019年 | 勒韦勒1981年－2019年 | 勒韦勒1981年－2019年 | 勒韦勒1981年－2019年 | 勒韦勒1981年－2019年 | 勒韦勒1981年－2019年 | 勒韦勒1981年－2019年 | 勒韦勒1981年－2019年 | 勒韦勒1981年－2019年 | 勒韦勒1981年－2019年 | 勒韦勒1981年－2019年 | 勒韦勒1981年－2019年 | 勒韦勒1981年－2019年 | 勒韦勒1981年－2019年 |
| 月份                 | 1月                  | 2月                  | 3月                  | 4月                  | 5月                  | 6月                  | 7月                  | 8月                  | 9月                  | 10月                 | 11月                 | 12月                 | 全年                 |
| -------------------- | -------------------- | -------------------- | -------------------- | -------------------- | -------------------- | -------------------- | -------------------- | -------------------- | -------------------- | -------------------- | -------------------- | -------------------- | -------------------- |
| 历史最高温 °C（°F）  | 20 (68)              | 23 (73)              | 29 (84)              | 30 (86)              | 33 (91)              | 40 (104)             | 39 (102)             | 40 (104)             | 35 (95)              | 30 (86)              | 25 (77)              | 21 (70)              | 40 (104)             |
| 平均高温 °C（°F）    | 9.1 (48.4)           | 10.4 (50.7)          | 13.9 (57.0)          | 16.3 (61.3)          | 20.4 (68.7)          | 24.3 (75.7)          | 27.8 (82.0)          | 27.3 (81.1)          | 23.6 (74.5)          | 18.7 (65.7)          | 12.9 (55.2)          | 9.8 (49.6)           | 17.9 (64.2)          |
| 日均气温 °C（°F）    | 5.8 (42.4)           | 6.5 (43.7)           | 9.2 (48.6)           | 11.3 (52.3)          | 15.3 (59.5)          | 18.7 (65.7)          | 21.6 (70.9)          | 21.3 (70.3)          | 18.1 (64.6)          | 14.5 (58.1)          | 9.3 (48.7)           | 6.5 (43.7)           | 13.2 (55.8)          |
| 平均低温 °C（°F）    | 2.4 (36.3)           | 2.6 (36.7)           | 4.5 (40.1)           | 6.4 (43.5)           | 10.1 (50.2)          | 13.2 (55.8)          | 15.3 (59.5)          | 15.4 (59.7)          | 12.6 (54.7)          | 10.2 (50.4)          | 5.6 (42.1)           | 3.1 (37.6)           | 8.5 (47.3)           |
| 历史最低温 °C（°F）  | −16.5 (2.3)          | −15 (5)              | −9.5 (14.9)          | −4 (25)              | 0 (32)               | 0.7 (33.3)           | 7.5 (45.5)           | 6 (43)               | 2 (36)               | −2.5 (27.5)          | −7.5 (18.5)          | −12 (10)             | −16.5 (2.3)          |
| 平均降水量 mm（）    | 70.3 (2.77)          | 59.8 (2.35)          | 59.6 (2.35)          | 92.4 (3.64)          | 85.2 (3.35)          | 76.7 (3.02)          | 51.6 (2.03)          | 57.3 (2.26)          | 76.1 (3.00)          | 74.7 (2.94)          | 73.8 (2.91)          | 67.9 (2.67)          | 845.4 (33.28)        |
| 月均日照時數         | 92.5                 | 115                  | 175.1                | 186.1                | 209.2                | 227.6                | 252.6                | 238.8                | 204                  | 149.2                | 96                   | 85.3                 | 2,031.4              |
| 来源：infoclimat.fr  |                      |                      |                      |                      |                      |                      |                      |                      |                      |                      |                      |                      |                      |

## 行政区划
勒韦勒是法国奥克西塔尼大区上加龙省的一个市镇，编号为31451。勒韦勒隶属于图卢兹区和上加龙省第十选区，管理勒韦勒县，同时也是勒韦勒市镇公共社区的办公驻地。
法国国家统计与经济研究所（简称）在进行数据统计时，将勒韦勒市镇单独设为勒韦勒城市核心区，并将包括核心区在内的周边共3个市镇划为勒韦勒城市区。同时，还将勒韦勒市镇分为了3个“块区”（IRIS），以便于统计人口分布情况。

## 交通

### 公路
多条上加龙省省道在勒韦勒境内交汇，奥克西塔尼大区下属的城际客运提供巴士线路，可前往图卢兹、卡斯特尔和卡斯泰尔诺达里。
2017年，73%的勒韦勒家庭拥有至少一辆的私人汽车。2018年，勒韦勒境内共发生各类交通事故2起，造成2人受伤。

### 铁路
勒韦勒位于卡斯泰尔诺达里－罗德兹铁路上，该铁路勒韦勒附近的路段已关闭。距离勒韦勒最近的铁路车站为卡斯泰尔诺达里站，距离勒韦勒市区大约21公里。

### 航空
距离勒韦勒最近的民用航空站为图卢兹-布拉尼亚克机场，距离勒韦勒市中心的公路里程约68公里。

### 城市公共交通
勒韦勒暂无城市公共交通系统。

## 政治

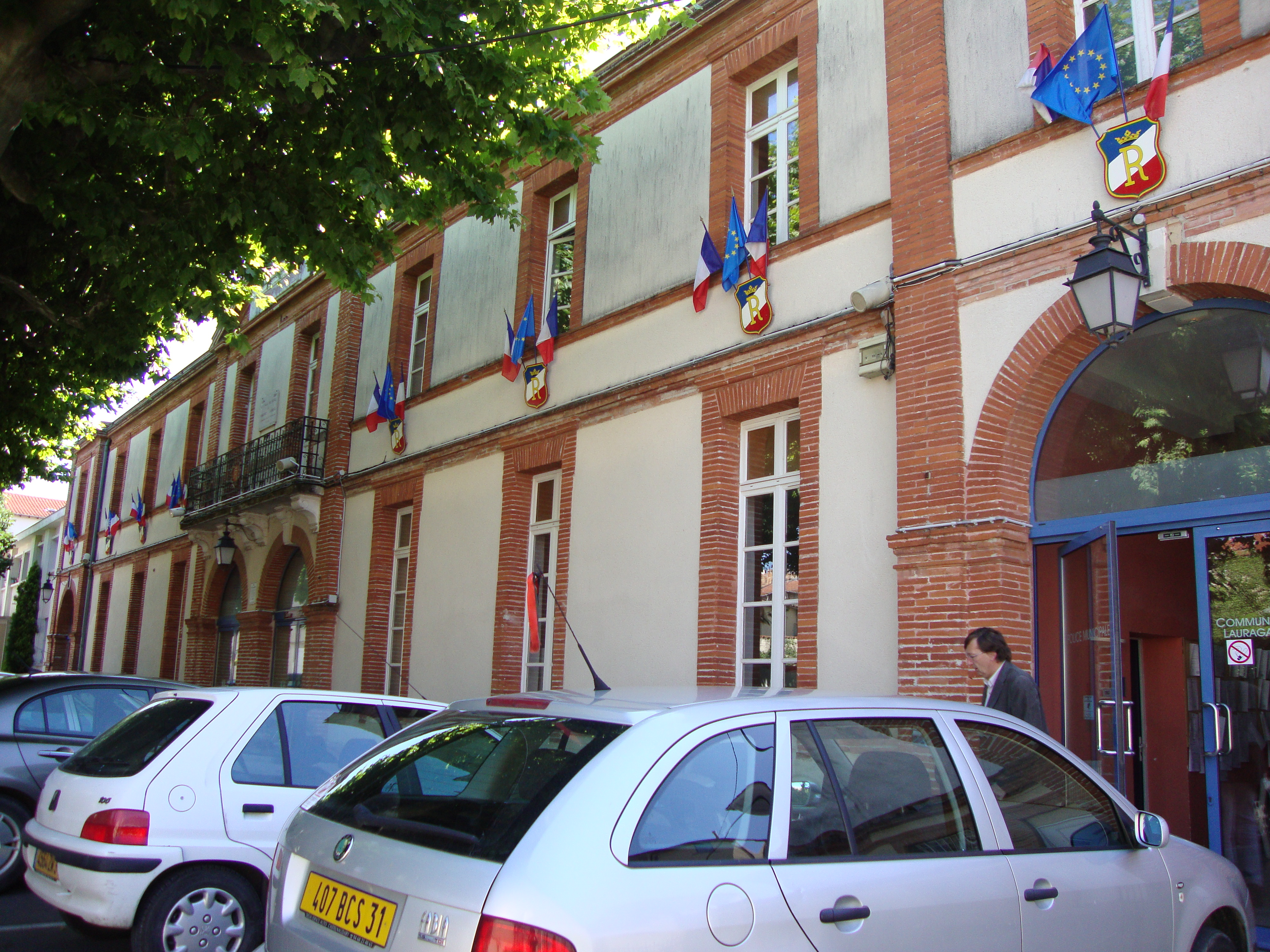
勒韦勒市政厅

勒韦勒的现任市长为洛朗·乌尔凯先生（Laurent Hourquet），他是一名中间派，在2020年的市政选举中获得了80.48%的支持率。
在2017年的法国总统大选中，法国第25任总统埃马纽埃尔·马克龙在勒韦勒获得了64.9%的支持率。
| 勒韦勒历届市长 |             |                                |
| 任期           | 市长        | 党派                           |
| 1944年－1974年 | 罗歇·叙德尔 | SFIO工人国际法国支部 →PS社会党 |
| 1974年－1989年 | 让·里卡朗   | PS社会党                       |
| 1989年－2017年 | 阿兰·沙蒂永 | UDI民主人士和独立人士联盟      |
| 2017年－2020年 | 艾蒂安·蒂博 | DVD右翼无党派人士              |
| 2020年－       | 洛朗·乌尔凯 | DVC混杂中间派                  |

## 人口
2017年，勒韦勒市镇人口数量为9,582，在法国排名第1,065位。其中男性4,492人，女性5,090人，75岁及以上人口占14.6%，外籍人口数量为2,056人，人口密度为271人/平方公里，当地居民被称为（男性）或（女性）。2018年，勒韦勒境内出生58人，死亡人口129人。
| 年份   | 1936  | 1946  | 1954  | 1962  | 1968  | 1975  | 1982  | 1990  | 1999  | 2004  | 2009  | 2014  | 2018  |
| ------ | ----- | ----- | ----- | ----- | ----- | ----- | ----- | ----- | ----- | ----- | ----- | ----- | ----- |
| 人口數 | 5,362 | 5,508 | 5,466 | 6,411 | 6,843 | 7,164 | 7,448 | 7,520 | 7,985 | 8,648 | 9,253 | 9,387 | 9,610 |

## 经济
勒韦勒是一个区域性的中心城市，当地共有各类用人单位1,665家，平均历史为17年，其中98.61%为中小型企业（PME）。 （保健食品）、（农具销售）及（五金销售）是当地2019年营业额最高的三个企业，分别为304,473,465欧元、59,843,796欧元和21,586,434欧元。

## 财政收入
2018年，勒韦勒的财政收入总额为11,931,600欧元，财政支出总额为9,846,310欧元，当年的债务总额为4,641,180欧元。
2015年，勒韦勒的人均月收入总额为2,304欧元，其中高级职员为4,255欧元，中级职员为2,566欧元，普通职员为1,748欧元。
2017年，勒韦勒境内的青壮年（15至64岁）失业率为16.3%，当地46%的家庭拥有纳税资格。

## 社会事务

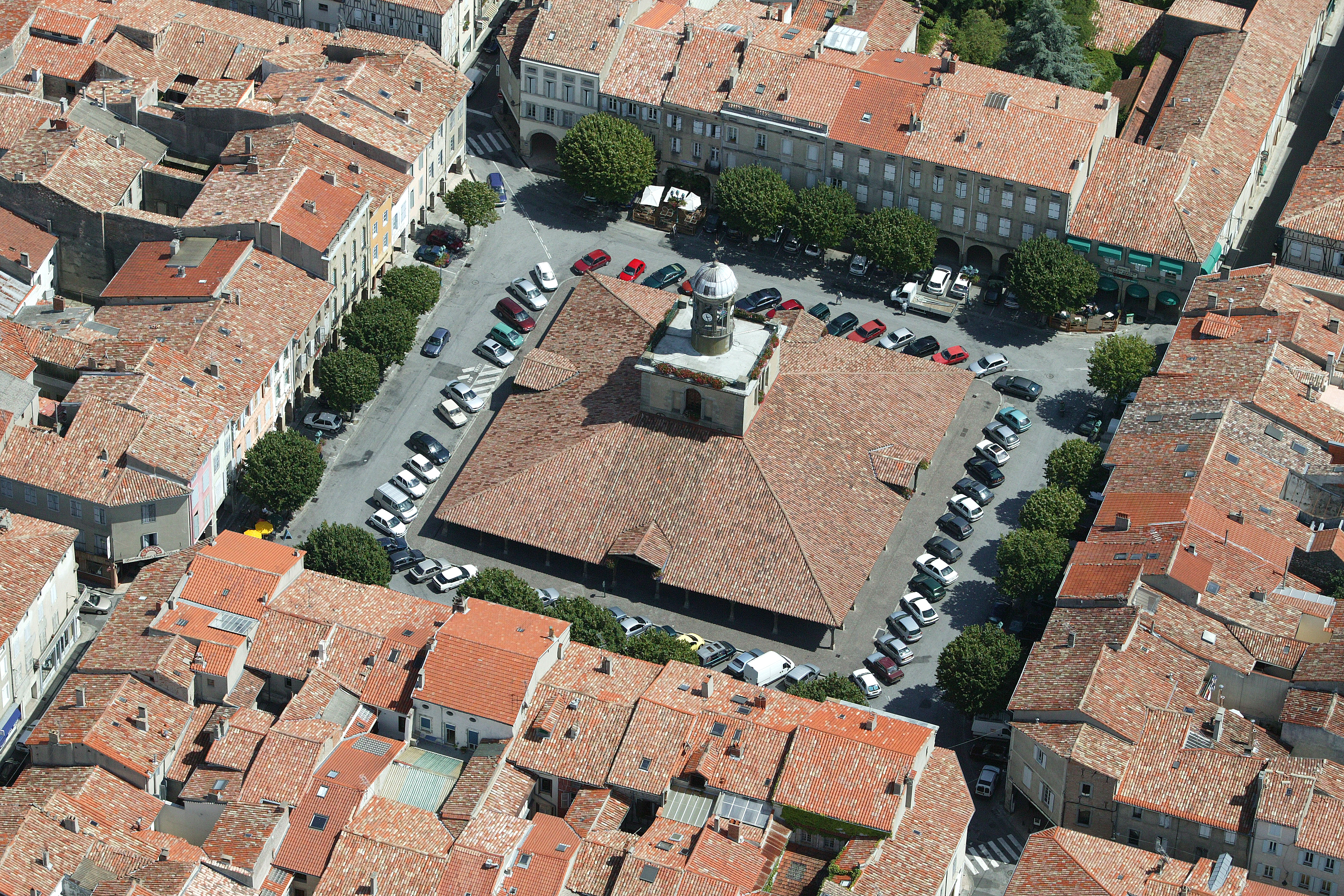
鸟瞰勒韦勒大堂集市

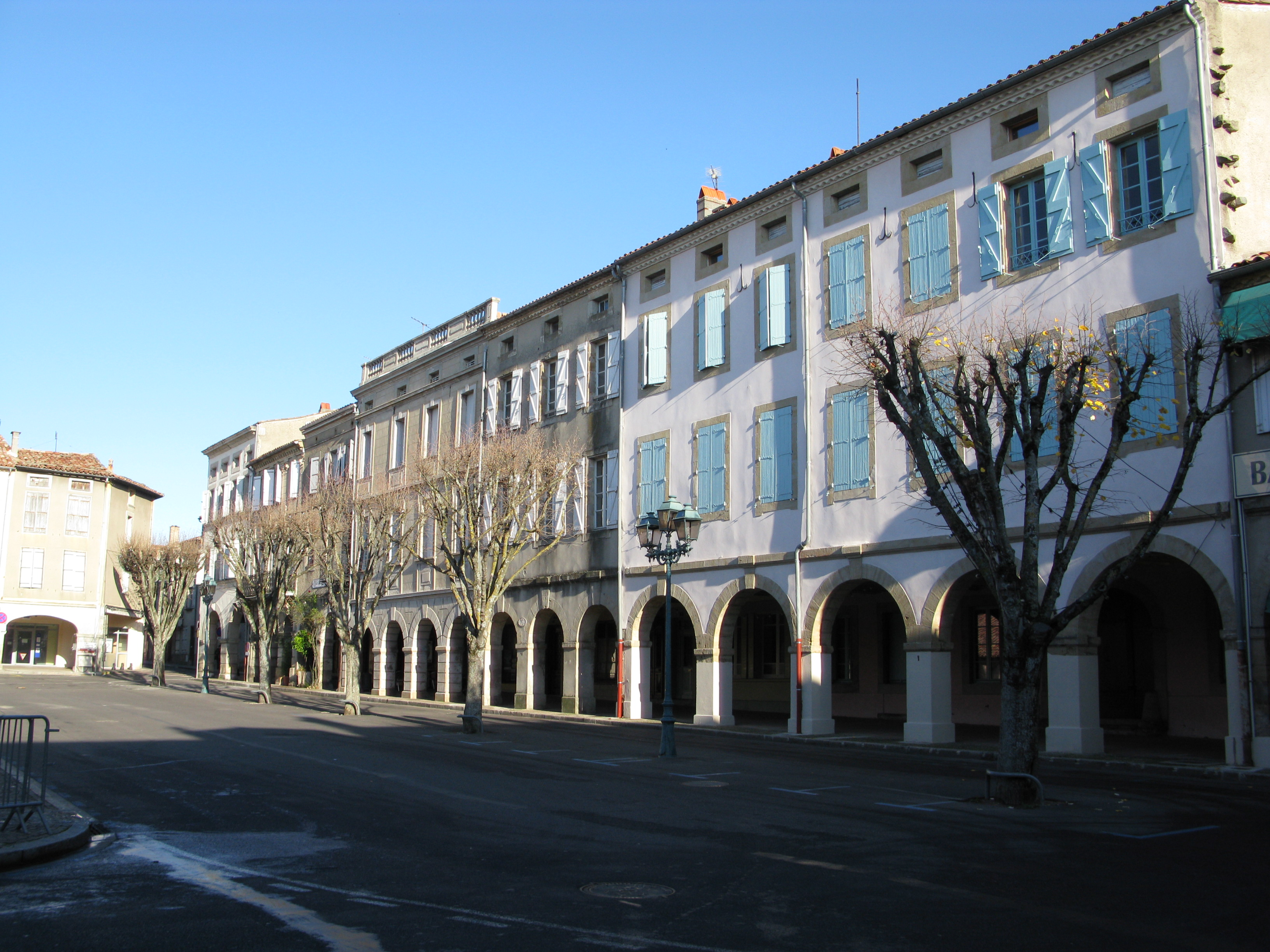
勒韦勒市中心的建筑

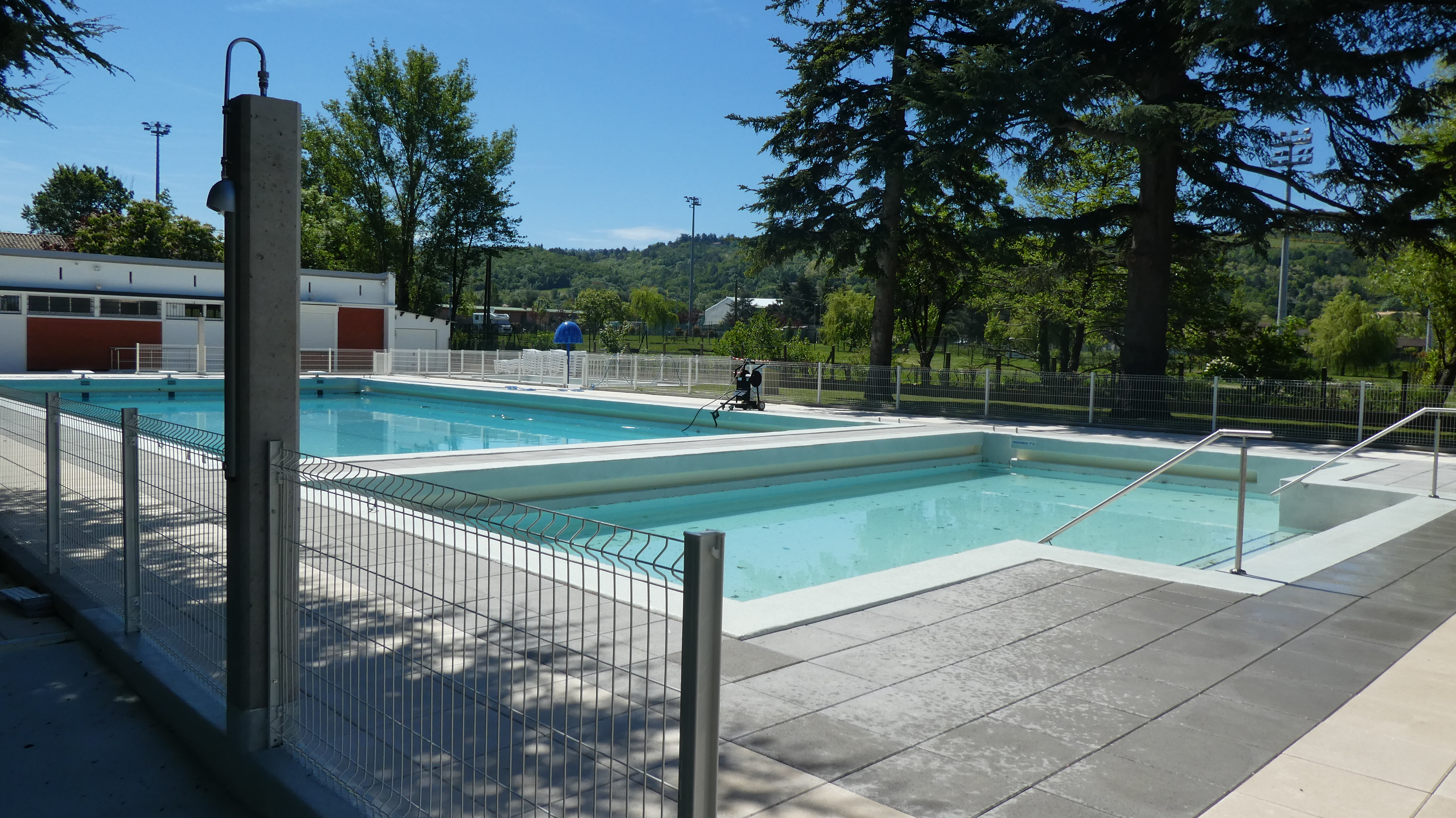
勒韦勒市政游泳池

### 教育
勒韦勒属于图卢兹学区。截止2019年1月1日，勒韦勒境内共有1所幼儿园、4所小学、2所初级中学、1所普通高中和1所职业高中。2018至2019学年度，勒韦勒境内共有在校中等教育阶段学生1,085名。

### 医疗
截止2019年1月1日，勒韦勒境内共有全科医生15名、保健师19名、牙医14名、护士27名、眼科医生1名、助产士2名和妇科医生1名。境内共有药房3家和养老院3家。
勒韦勒中心医院（Centre Hospitalier de Revel）是法国的一个区域性医疗机构，其主病区位于勒韦勒市区，设有床位51个，是当地规模最大的公立综合性医院。

### 住房
2017年，勒韦勒境内共有各类住房5,481套，其中73.2%为独立式居民区，25.8%为集中式居民区。常住房屋占勒韦勒市镇范围内居民建筑总量的73.2%。

### 商业
2019年，勒韦勒境内共有各类实体商铺325家，其中餐厅51家、大型超市6家、杂货店4家、面包房12家、肉铺8家、书店4家、装饰品店2家、银行门店11家、美容美发店19家、汽车维修店19家。市区西南部建有大型开放式商业街区。

### 体育
2019年，勒韦勒境内共有1家游泳池、2间体育馆、1座综合体育场、5处网球场、1处马术场、3处足球或橄榄球场以及2处篮球或排球场。
勒韦勒体育俱乐部（U.S. Revel）是当地的一支足球队，2020至2021赛季参加奥克西塔尼大区足球联赛。

### 环境
勒韦勒的环境事务由其所属的公共社区负责。2019年，勒韦勒境内暂无污染企业。

### 治安
2019年，勒韦勒市镇范围内有1处宪兵队。
2014年，勒韦勒及附近地区共发生各类案件6,787起，其中盗窃类案件4,678起，经济类案件748起，毒品交易类案件341起。

## 文化
2019年，勒韦勒境内有1家电影院。勒韦勒市政府提供多媒体中心，向公众全年开放。

### 建筑
勒韦勒境内有多处法国国家文物保护单位，其中勒韦勒大堂集市、宠爱之母教堂（L'église Notre-Dame-des-Grâces）等为当地的代表性建筑物。

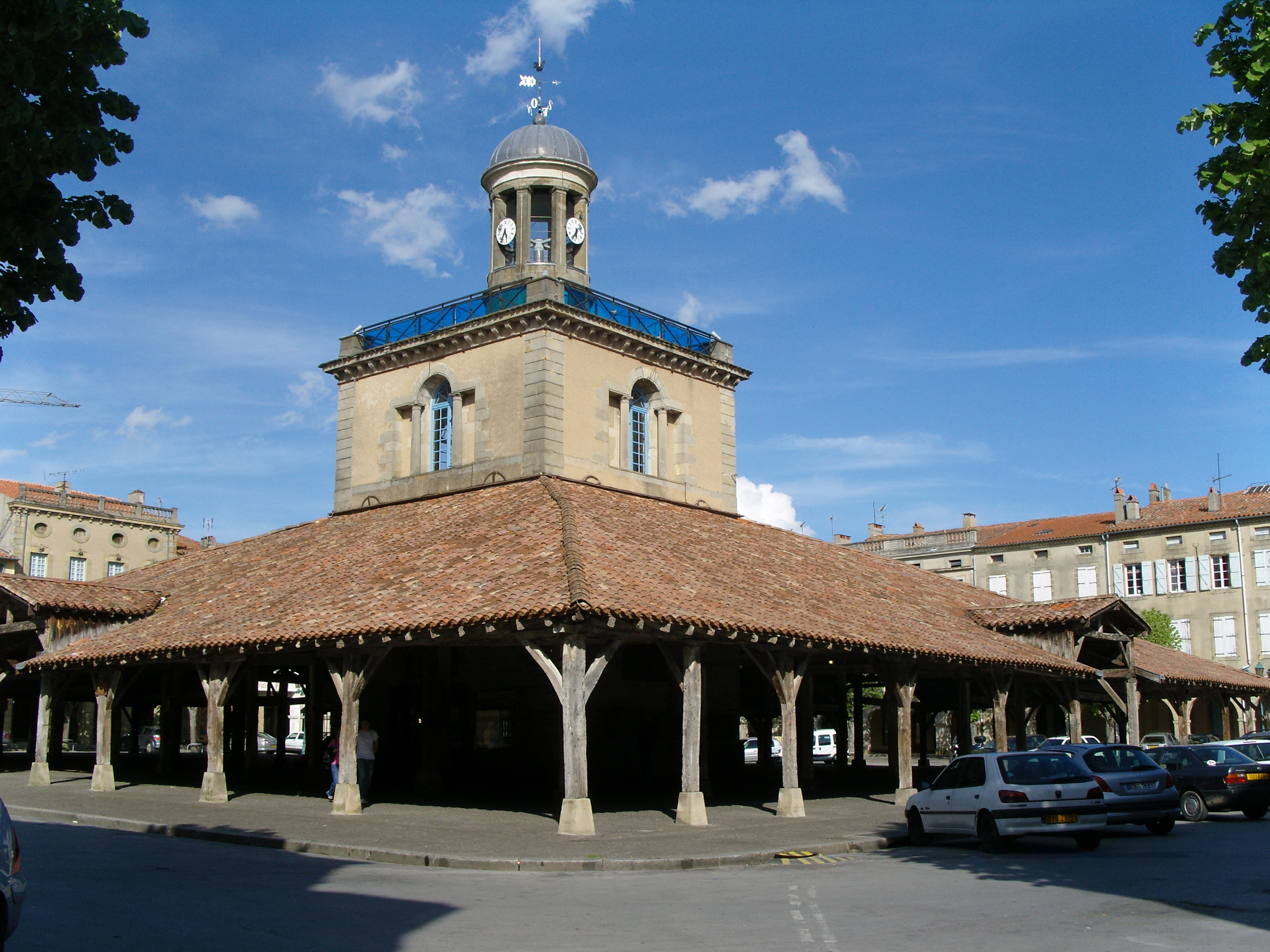
大堂集市
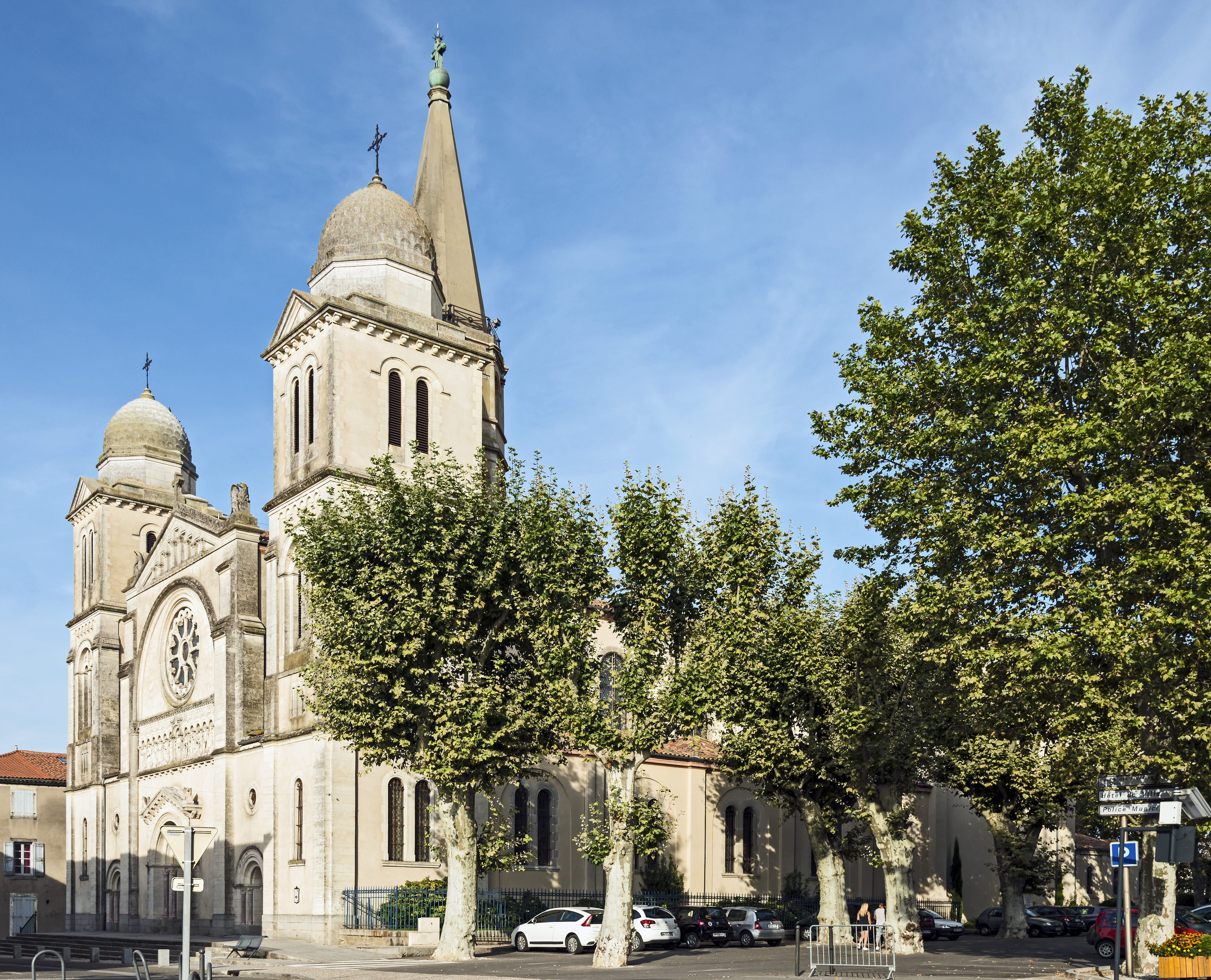
宠爱之母教堂
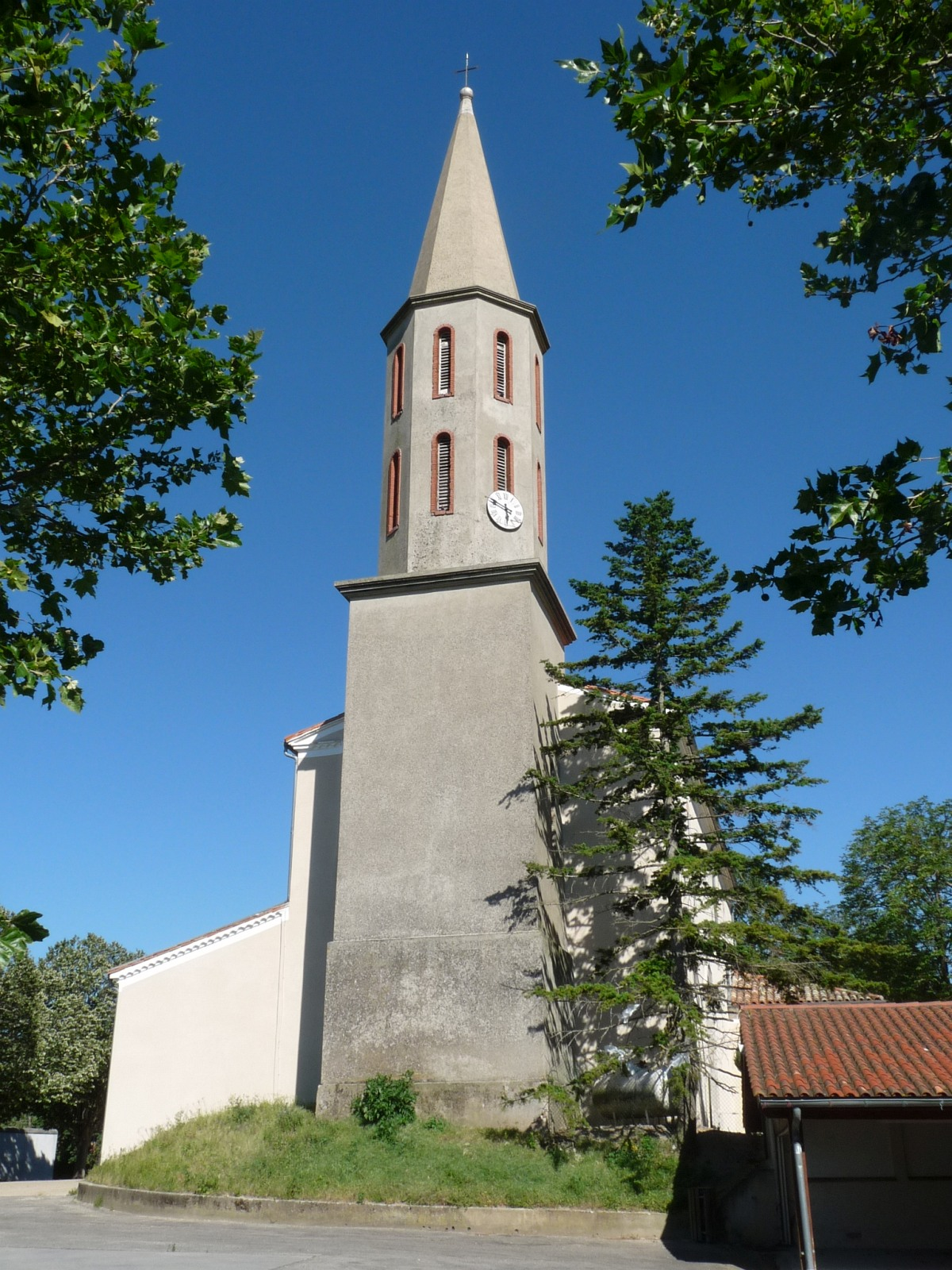
圣萨蒂尔南教堂
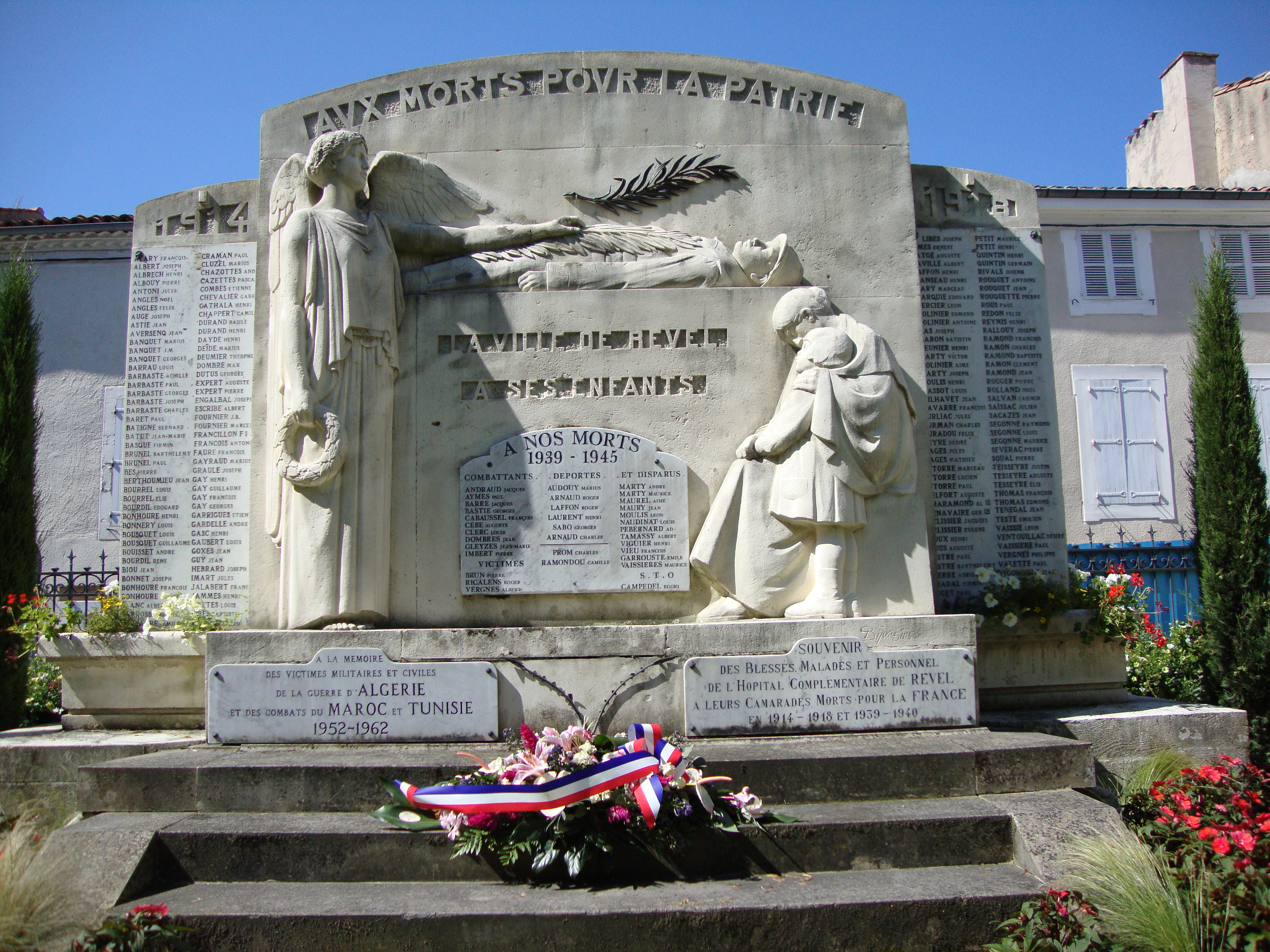
遇难者纪念碑
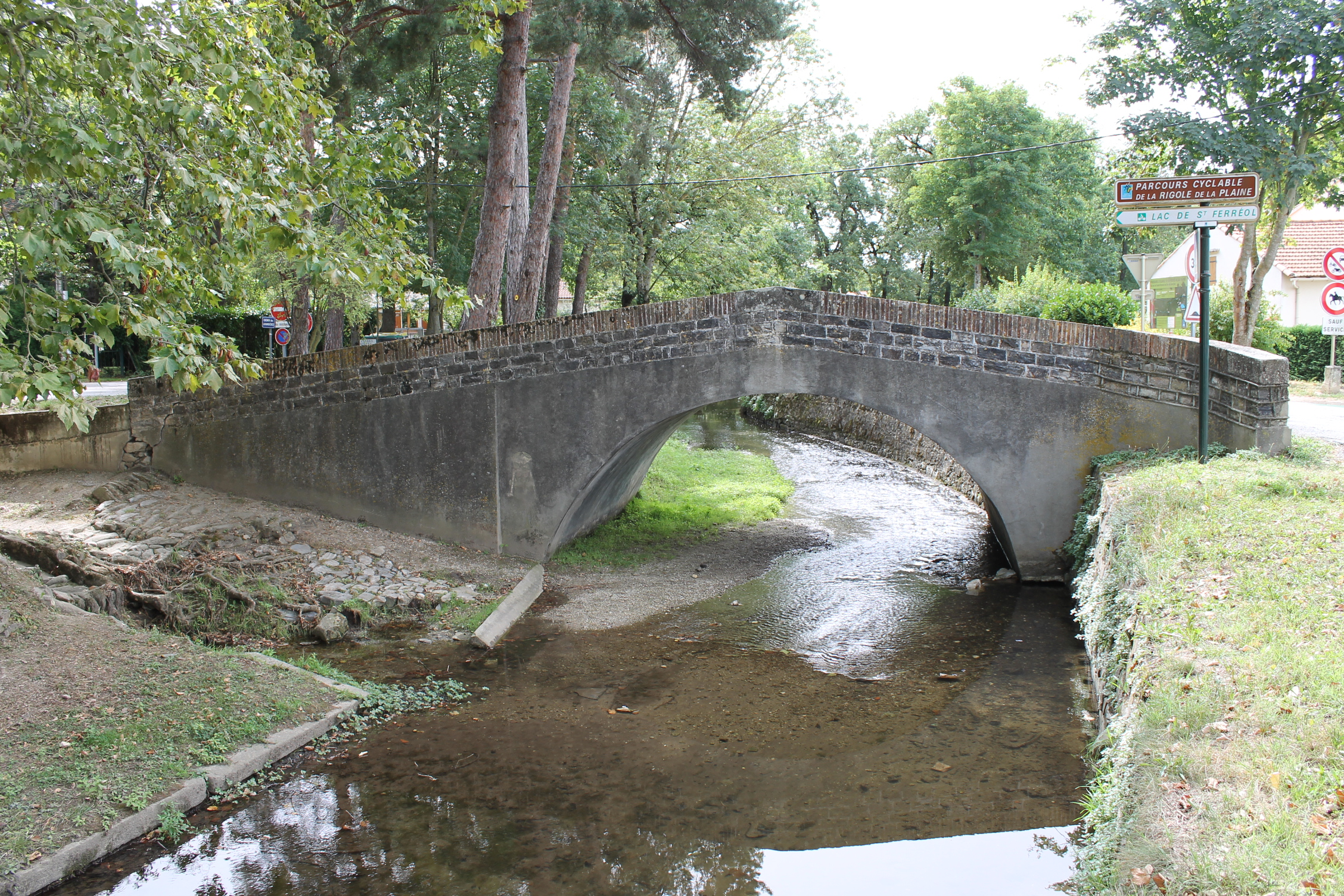
里亚桥

### 旅游
勒韦勒的旅游事务由其所属的公共社区负责。2020年，勒韦勒境内共有4家宾馆共计62间房间；另有1个露营地，可容纳共50辆露营车。

### 媒体
法国主要的媒体均可在勒韦勒接收，法国电视三台下属的奥克西塔尼大区频道在部分时段播出勒韦勒所属区域的地方新闻。

### 地方产品
勒韦勒因当地的葫芦绿蒸馏酒而闻名。

## 相关人物
法国政治家樊尚·奥里奥尔、橄榄球运动员洛朗·拉比特和足球教练克里斯托夫·佩利西耶出生于勒韦勒。

## 友好城市
截至2021年1月，勒韦勒暂未建立任何友好城市关系。